# Weigela decora
Weigela decora là một loài thực vật có hoa trong họ Kim ngân. Loài này được (Nakai) Nakai miêu tả khoa học đầu tiên năm 1936.